# Ephedra fasciculata
Ephedra fasciculata är en kärlväxtart som beskrevs av Aven Nelson. Ephedra fasciculata ingår i släktet efedraväxter, och familjen Ephedraceae. Inga underarter finns listade i Catalogue of Life.